# Sebastian Janikowski
(en) Statistiques sur pro-football-reference
Sebastian Janikowski (prononciation : [sɛˈbastjan janiˈkɔfskʲi]), né le 3 mars 1978 à Wałbrzych en Pologne, est un joueur polonais de football américain qui évoluait au poste de kicker pour les Raiders d'Oakland puis les Seahawks de Seattle dans la National Football League.
Étudiant à l'Université d'État de Floride, il joua pour les Florida State Seminoles où il fut nommé deux fois d'affilée All-American.
Il est surnommé Le Cannon Polonais, en référence à son pays de naissance et à sa puissance de frappe.
Le 12 septembre 2011, dans un match contre les Broncos de Denver, il égalisa l’ancien record NFL du plus long field goal qui était de 63 yards, partageant ainsi le record avec Tom Dempsey, Jason Elam et David Akers. Ce record tint un peu moins de deux ans, quand il fut battu par Matt Prater, le 8 décembre 2013 (avec 64 yards).
Il remporta le Lou Groza Award deux années consécutives, en 1998 et 1999.

## Jeunesse
Sebastian Janikowski est né en 1978 à Wałbrzych en Pologne, il est le fils unique de Henryk et Halina Janikowski. Le père de Sebastian était un joueur professionnel de football qui déménagea aux États-Unis au début des années 1980 dans l'espoir de relancer sa carrière. Des années après que le père de Sebastian émigra de Pologne, ses parents divorcèrent et Henryk, son père, se maria avec une citoyenne américaine. Vivant seul avec sa mère, Sebastian commença à devenir un bon joueur de football. En 1993, alors qu'il n'avait que 15 ans, il gagna sa place dans l'équipe de Pologne des moins de 17 ans de football.
Le mariage de son père à une citoyenne américaine permis à Sebastian d'immigrer légalement aux États-Unis. Il ne parlait pratiquement pas anglais à son arrivée, mais appris rapidement en prenant des cours du soir trois fois par semaine et en regardant la télévision. Janikowski ne joua que cinq matches pour l'équipe de football d'Orangewood Christian, mais leur permis de gagner leur place dans une division d'État supérieure en marquant un total de 15 buts, avant de perdre contre Lakeland Christian aux tirs au but (3–2).
Il vécut ensuite à Orlando en Floride avec son père et sa belle-mère. Sebastian rejoint les Lions d'Orlando, une équipe de football des moins de 19 ans, entraîné par Angelo Rossi, qui était également entraîneur au lycée de Seabreeze à Daytona Beach. Ce dernier convint Henryk que son fils serait plus heureux là-bas. Henryk accepta  mais ne voulait pas déménager, c'est donc Sebastian qui partit vivre avec la famille Rossi.
Pendant son année de terminale à Seabreeze, Janikowski joua au football et au football américain. En tant que kicker de son équipe, il acquit rapidement une solide réputation en bottant avec réussite quatre field goals d'au moins 50 yards. Il en a même marqué un à 60 yards, troisième meilleure performance dans l'histoire des lycées Floridiens. Pendant un entraînement à Seabreeze High, il frappa un field goal de 82 yards. Le quotidien USA Today plaça Janikowski dans son équipe All-American de 1996. Après avoir été sérieusement contacté par quelques-unes des meilleures universités en termes de football américain, Janikowski décida de s'inscrire à la Florida State University (FSU).

## Carrière universitaire
Janikowski suivit les cours de l'université d'État de Floride, où il joua dans l'équipe de football américain de l'entraîneur Bobby Bowden : les Florida State Seminoles, abandonnant ainsi le soccer. En trois saisons, il marqua un total de 324 points (3e meilleure performance de l'université). En 1999 il devint le premier kicker à gagner deux fois le Lou Groza Award, un honneur remis annuellement au meilleur botteur universitaire du pays.
Il devint surtout populaire auprès des fans comme étant capable de frapper régulièrement des coups de pied d'engagement plus loin que la endzone, et cela entraînait le fait que les écrans de contrôle du stade montraient des graphiques correspondants à des tentatives de field goal, malgré le fait que ce soit des kickoffs et non pas de réelles tentatives de marquer trois points.
La carrière de Sebastian à FSU ne s'est pas déroulée sans incident. En août 1998, il a été impliqué dans une bagarre se déroulant dans un bar de Tallahassee et fut accusé de ne pas avoir accepté de quitter les lieux; il plaida nolo contendere à cette infraction. La même année, la nuit après la victoire du dernier match de la saison contre l'équipe rivale de l'University of Florida, Janikowski s'est battu dans un bar local et fut accusé d'avoir porté atteintes à l'intégrité physique d'autrui.
Durant la saison 1999, Florida State University était une fois de plus en course pour un titre national. Avant la participation de son équipe au match de championnat national du Sugar Bowl à la Nouvelle-Orléans en Louisiane, Janikowski déclara ses intentions de se rendre éligible à la draft NFL de l'an 2000. Il expliqua que la principale raison de faire cela avant d'avoir fini l'université était de faire venir sa mère aux États-Unis.
Bien que les qualités sportives de Sebastian qui furent décelées par les dépisteurs de la NFL étaient indiscutables, son comportement en dehors du terrain posait problème. En janvier 2000, Janikowski était en train de faire la fête avec un groupe d'amis, quand un de ses anciens camarade de lycée fut arrêté dans une boîte de nuit. Sebastian expliqua plus tard qu'à ce moment-là, il pensait pouvoir le sortir de cette situation, en s'approchant de l'officier de police qui avait arrêté son ami et en lui proposant de l'argent contre sa libération. Il fut ensuite accusé de tentative de corruption envers un agent des forces de l'ordre, ce qui ne lui a valu qu'une amende de 5 000 $ alors qu'il risquait jusqu'à cinq de prison et une possible expulsion du territoire. Janikowski se justifia en disant qu'au moment des faits il aurait proposé au policier de payer une amende pour que son ami soit libéré, mais que l'officier aurait interprété cette proposition comme une tentative de corruption.

## Carrière professionnelle

### Oakland Raiders
Janikowski a été drafté par les Raiders d'Oakland au 17e choix de la draft 2000 de la NFL. Il fut seulement le 3e kicker dans l'histoire de la NFL à être choisi au 1er tour d'une draft.

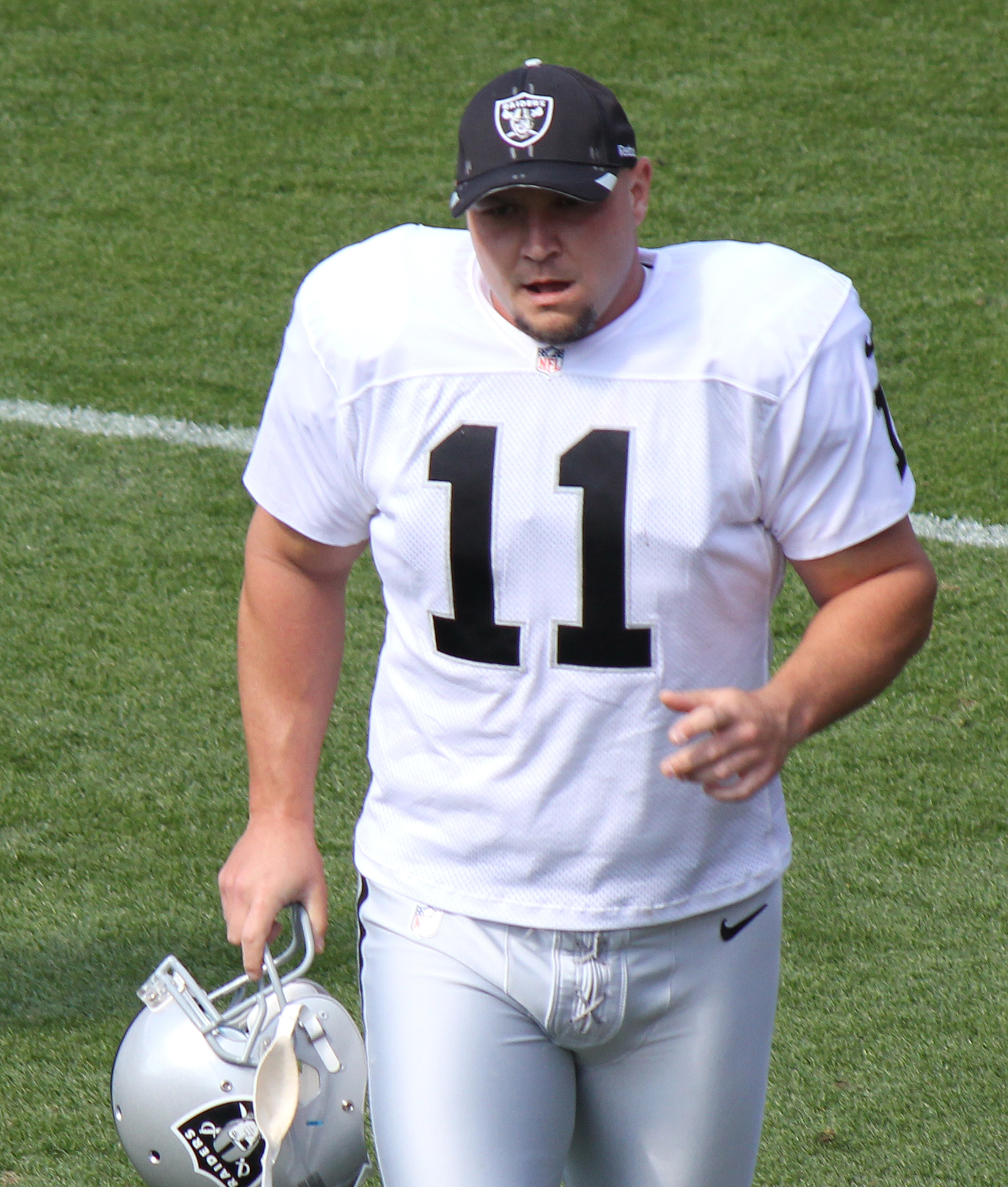
Janikowski avec les Raiders

Peu après ce recrutement, Sebastian fut acquitté de son accusation de corruption. Jurant de sa bonne foi, expliquant qu'il avait simplement voulu payer l'amende de son ami (contrairement à une tentative de corruption de l’officier de police). Huit jours seulement après son acquittement, en avril 2001, Janikowski et deux de ses amis furent arrêtés à Tallahassee pour suspicion de possession illégale de G.H.B. Une fois encore, il encourrai une peine de prison ou une expulsion, mais fut finalement relaxé.
La carrière professionnelle de Janikowski commença de manière difficile : en juillet 2000, seulement 68,8 % de ses tentatives de field goal furent marquées. Sa précision s'améliora de façon flagrante en 2001, où il eut en taux de réussite de 82,1 %.
Sebastian Janikowski accéda au Super Bowl XXXVII avec les Raiders en 2002, et marqua un field goal tôt dans la rencontre. Son coup de pied donna brièvement l'avantage à son équipe (3-0) contre les Buccaneers de Tampa Bay. Ce fut la seule fois que les Raiders eurent l'avantage dans ce match qu'ils ont finalement perdus 48 à 21. En 2013, Janikowski et Charles Woodson étaient les seuls joueurs encore actifs chez les Raiders à avoir participé au Super Bowl XXXVII en 2003, même si Woodson a joué pour les Packers de Green Bay avant de revenir à Oakland.

### Records et tentatives de records
Le 4 novembre 2007, Janikowski tenta de battre le record du plus long field goal en NFL avec un coup de pied à 64 yards, avant la mi-temps du match contre les Texans de Houston, lors d'un après-midi où le vent était nul au McAfee Coliseum. Il aurait ainsi battu la meilleure performance NFL de tous les temps qui était à l'époque de 63 yards. Malheureusement, le ballon passa largement à droite des poteaux, pour finalement sortir du terrain mais il montra ce jour-là qu'il avait la puissance de frappe nécessaire pour réaliser cet exploit.
Le 28 septembre 2008, Janikowski tenta un field goal de 76 yards contre les Chargers de San Diego juste avant la mi-temps, alors que le vent soufflait relativement fort. Cette tentative n'avait bien sûr quasiment aucune chance d'aboutir, mais ce fut tout de même l'une des plus lointaine tentative de l'histoire de la NFL, si ce n'est la plus longue, bien que la ligue n'enregistre pas les records concernant les tentatives infructueuses.
Le 19 octobre 2008, Janikowski battit le record des Raiders qui lui appartenait déjà, en passant un field goal à 57 yards pendant la prolongation contre les Jets de New York. Ces trois points ont par la même occasion permis aux Raiders de gagner le match 16 à 13. Ce fut le plus lointain field goal marqué en prolongation dans l'histoire de la NFL.

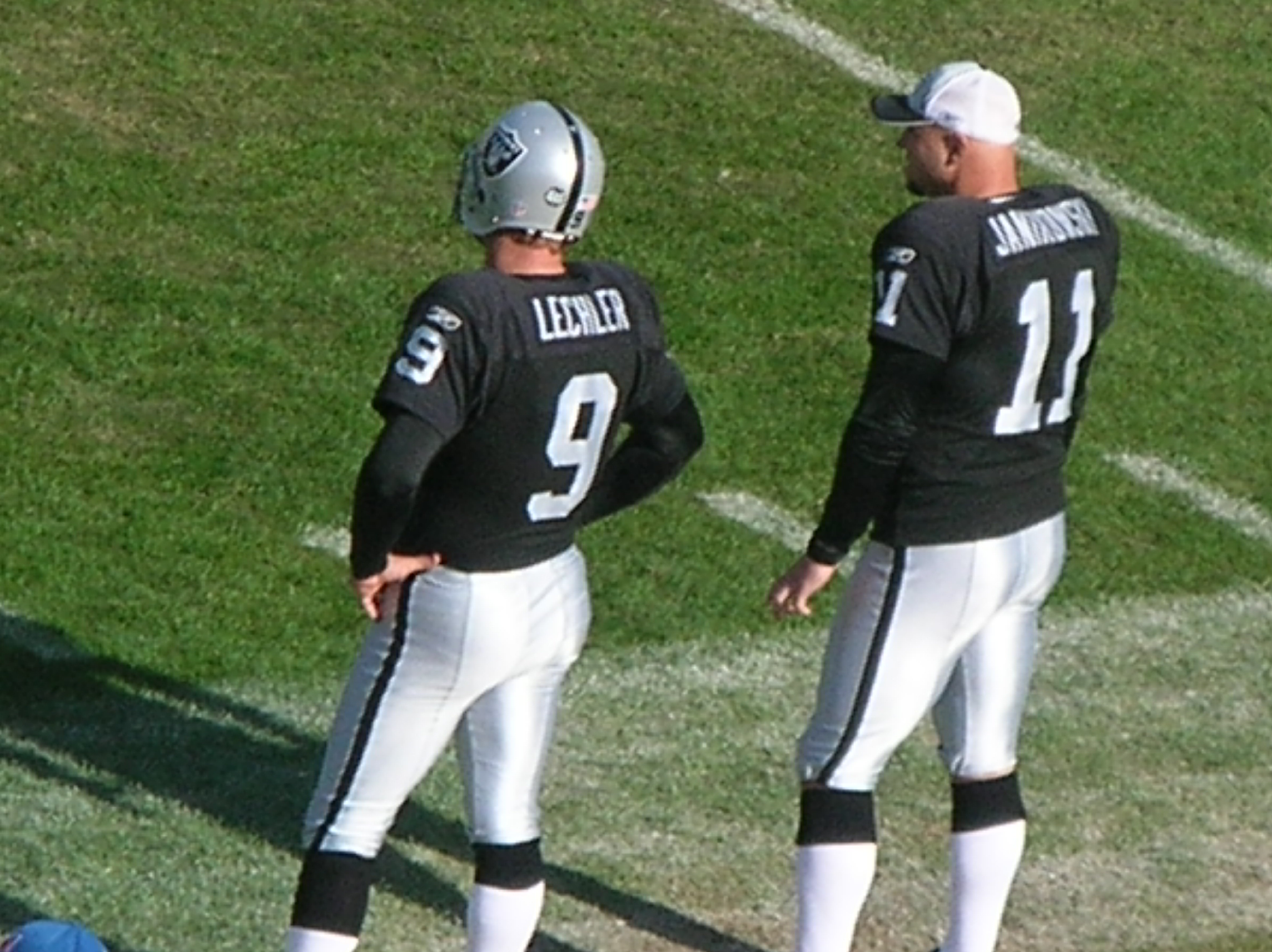
Shane Lechler, ancien punter et holder chez les Raiders (à gauche) et Sebastian Janikowski (à droite)

Le 27 décembre 2009, il battit une fois de plus un record des Raiders qui lui appartenait déjà, en bottant un field goal à 61 yards contre les Browns de Cleveland avant la mi-temps.
Le 26 décembre 2010, Janikowski réussit un field goal de 59 yards dans le 2e quart-temps d'un match à domicile contre les Colts d'Indianapolis, faisant de lui le deuxième kicker à avoir marqué deux fois à minimum 59 yards, après Morten Andersen.
Le 3 janvier 2010, Sebastian atteint 1.000 points en NFL, grâce à un field goal de 39 yards contre les Ravens de Baltimore. C'est aussi le plus grand marqueur de histoire des Raiders.
Le 12 septembre 2011, alors que la 1e mi-temps pluvieuse du match contre l'équipe rivale des Broncos de Denver se terminait, Janikowski marqua un field goal de 63 yards et égalisa le record NFL instauré par Tom Dempsey (en 1970) et détenu également par Jason Elam (en 1998) et par David Akers (en 2012). Ce record fut battu par Matt Prater des Broncos de Denver.
Le 18 décembre 2011, Sebastian tenta de marquer un field goal de 65 yards contre les Lions de Detroit, mais Ndamukong Suh bloqua le ballon pour ainsi mettre un terme à ce match.
Le 27 décembre 2011, alors que Janikowski était kicker titulaire au Pro Bowl 2012 dans l'équipe de l'AFC, il battit le record du plus grand nombre d'extra points marqués dans un Pro Bowl, avec 8 conversions, en plus d'avoir marqué un field goal dans la victoire de son équipe 59 à 41.
Le 27 novembre 2013, dans le match contre les Bears de Chicago, Janikowski marqua à de 40, 47, 42, 19, 37 et 44 yards pour battre le record d'équipe du plus grand nombre de field goals dans un seul match.

### Trois extensions de contrats
Après la saison 2004, Janikowski se vit offrir une extension de contrat de 5 saisons pour un total de 10,5 millions de dollars. Cela faisait de lui, à l'époque, le kicker le mieux payé de l'histoire de la NFL.
En février 2010, Sebastian étendit son contrat avec les Raiders de 4 ans, pour 16 millions de dollars, incluant une garantie de 9 millions, faisant de lui une fois de plus le kicker le mieux payé.
Le 2 août 2013, Janikowski signa une extension de contrat de 4 ans avec les Raiders d'Oakland pour un total de 19 millions de dollars sur 5 ans, incluant une garantie de 8 millions.

### Les Seahawks de Seattle
Après avoir manqué la saison 2017 à cause de douleurs au dos, les Raiders décident de ne pas offrir de nouveau contrat à Janikowski. Le 13 avril 2018, il signe un contrat d'un an avec les Seahawks de Seattle.
Le 28 avril 2019, il annonce sa retraite après 19 saisons passées dans la NFL.

## Statistiques
En plus d'être puissant, Janikowski fut très précis durant sa carrière, sa meilleure saison en termes de pourcentage de field goal marqués est de 89,7 % (26 sur 29) en 2009 et sa deuxième meilleure performance fut 89,3 % (25 sur 28) en 2004. Son plus grand nombre de field goal marqués est de 33 (sur 41) en 2010,  au moment où il fut nommé kicker remplaçant au Pro Bowl 2011 derrière Billy Cundiff. Sa deuxième meilleure performance est de 26 (en 2002 et 2009).
| Année  | Équipe   | MJ     |        | Field goals | Field goals | Field goals | Field goals |         | Extra Points | Extra Points | Extra Points |      | Punt | Punt | Punt |
| Année  | Équipe   | MJ     | Tentés | Réussis     | %           | Long        | Tentés      | Réussis | %            | Tentés       | Yards        | Moy. |      |      |      |
| 2000   | Raiders  | 14     | 32     | 22          | 68,8        | 54          | 46          | 46      | 100          |              |              |      |      |      |      |
| 2001   | Raiders  | 15     | 28     | 23          | 82,1        | 52          | 42          | 42      | 100          |              |              |      |      |      |      |
| 2002   | Raiders  | 16     | 33     | 26          | 78,8        | 51          | 50          | 50      | 100          |              |              |      |      |      |      |
| 2003   | Raiders  | 16     | 25     | 22          | 88          | 55          | 29          | 28      | 96,6         |              |              |      |      |      |      |
| 2004   | Raiders  | 16     | 28     | 25          | 89,3        | 52          | 32          | 31      | 96,9         |              |              |      |      |      |      |
| 2005   | Raiders  | 16     | 30     | 20          | 66,7        | 49          | 30          | 30      | 100          |              |              |      |      |      |      |
| 2006   | Raiders  | 16     | 25     | 18          | 72          | 55          | 16          | 16      | 100          |              |              |      |      |      |      |
| 2007   | Raiders  | 16     | 32     | 23          | 71,9        | 54          | 28          | 28      | 100          |              |              |      |      |      |      |
| 2008   | Raiders  | 16     | 30     | 24          | 80          | 57          | 26          | 25      | 96,2         |              |              |      |      |      |      |
| 2009   | Raiders  | 16     | 29     | 26          | 89,7        | 61          | 17          | 17      | 100          |              |              |      |      |      |      |
| 2010   | Raiders  | 16     | 41     | 33          | 80,5        | 59          | 43          | 43      | 100          | 1            | 33           | 33   |      |      |      |
| 2011   | Raiders  | 15     | 35     | 31          | 88,6        | 63          | 36          | 36      | 100          |              |              |      |      |      |      |
| 2012   | Raiders  | 16     | 34     | 31          | 91,2        | 57          | 25          | 25      | 100          |              |              |      |      |      |      |
| 2013   | Raiders  | 16     | 30     | 21          | 70          | 53          | 37          | 37      | 100          |              |              |      |      |      |      |
| 2014   | Raiders  | 16     | 22     | 19          | 86,4        | 57          | 28          | 28      | 100          |              |              |      |      |      |      |
| 2015   | Raiders  | 16     | 26     | 21          | 80,8        | 56          | 39          | 38      | 97,4         |              |              |      |      |      |      |
| 2016   | Raiders  | 16     | 35     | 29          | 82,9        | 56          | 39          | 37      | 94,9         |              |              |      |      |      |      |
| 2018   | Seahawks | 16     | 27     | 22          | 81,5        | 56          | 51          | 48      | 94,1         |              |              |      |      |      |      |
| Totaux | Totaux   | Totaux | 542    | 436         | 80,4        | 63          | 614         | 605     | 98,5         | 1            | 33           | 33   |      |      |      |

## Records NFL
- Plus long field goal en prolongations : 57 yards
- Le plus de field goals dans un seul quart-temps : 4
- Le plus de field goals de 59 yards ou plus : 2
- Le plus de tentatives field goals de 60 yards ou plus : 8 (non officiel)
- Le plus de field goals de 50 yards ou plus dans un seul match : 3
- Le plus d'extra points dans un Pro Bowl : 8

## Palmarès
- Finaliste au Super Bowl XXXVII (en 2002)
- Sélectionné au Pro Bowl 2012 (en 2011)
- Nommé All Pro en 2011

## Particularité
Sebastian Janikowski est en fait droitier au quotidien mais il a malgré tout toujours été plus à l'aise avec son pied gauche pour frapper.